# Shinkansen-Baureihe E4
Die Shinkansen-Baureihe E4 (jap. 新幹線E4系電車, Shinkansen E4-kei densha) war ein japanischer Hochgeschwindigkeitszug, der von JR East auf der Jōetsu-Shinkansen betrieben wurde. Zuvor wurde er auch auf der Tōhoku-Shinkansen und für Sonderfahrten auf der Hokuriku-Shinkansen eingesetzt. Der Shinkansen E4 wird, wie auch die Baureihe E1, „MAX“ genannt.

## Design und Technik
Dieser Zug ist trotz der höheren Baureihennummer der direkte Nachfolger der Baureihe E1. Trotz des bulligen Aussehens ist die Nase zur Vermeidung des Tunnelknalls windschnittig und langgezogen. Im Gegensatz zur E1-Serie, die aus zwölf Wagen besteht, weist eine E4-Garnitur lediglich acht Wagen auf; dafür kann der E4 in Doppeltraktion fahren, wodurch 1634 Reisenden ein Sitzplatz zur Verfügung steht. Vier der acht Wagen sind mit Unterflurmotoren bestückt, die den Zug auf seine Maximalgeschwindigkeit von 240 km/h bringen.
Die Garnituren P51 und P52 wurden für den Einsatz auf den großen Steigungen der Hokuriku-Shinkansen bis Karuizawa modifiziert. Die Garnituren P81 und P82 wurden darüber hinaus für den Einsatz bis Nagano als Mehrsystemzüge modifiziert, so dass sie in mit 50 Hz oder mit 60 Hz Wechselstrom versorgten Netzbereichen fahren können.

## Inneneinrichtung
Während es in der Ersten Klasse (Green Class) durch eine 2+2-Bestuhlung mehr Platz für die Fahrgäste gibt, verfügt die Zweite Klasse (Ordinary Class) über eine 3+3- (unreservierter Bereich im Oberdeck der Wagen 1–3) bzw. eine 2+3-Bestuhlung im übrigen, reservierten Bereich. Plätze für Rollstuhlfahrer gibt es in den Wagen 9 und 18. Im Wagen Nummer 5 stehen Snackautomaten zur Verfügung, zudem werden die Fahrgäste mit einer fahrenden Minibar am Platz bedient. Ein Zugrestaurant ist nicht vorhanden.

## Einsatz
Am 20. Dezember 1997 begann der Plandienst mit drei Zügen auf der Tōhoku-Shinkansen. Bis zum Jahr 2003 wurden insgesamt 26 Garnituren produziert.
Im September 2012 wurden alle Züge der Baureihe E4 von der Tōhoku-Shinkansen abgezogen und fortan ausschließlich auf der Jōetsu-Shinkansen eingesetzt. Ab 2013 wurden erste Garnituren ausgemustert, geplant war zunächst die Ausmusterung der kompletten Flotte bis Ende 2016, dann bis 2020. Nachdem im Oktober 2019 jedoch infolge des Taifuns Hagibis zehn E7-Garnituren der Hokuriku-Shinkansen abgeschrieben werden mussten, wurden die als Ersatz für die verbliebenen E4-Garnituren geplanten E7-Züge auf der Hokuriku-Shinkansen eingesetzt. Folglich verbleiben die E4-Garnituren in absehbarer Zeit weiterhin auf der Jōetsu-Shinkansen.

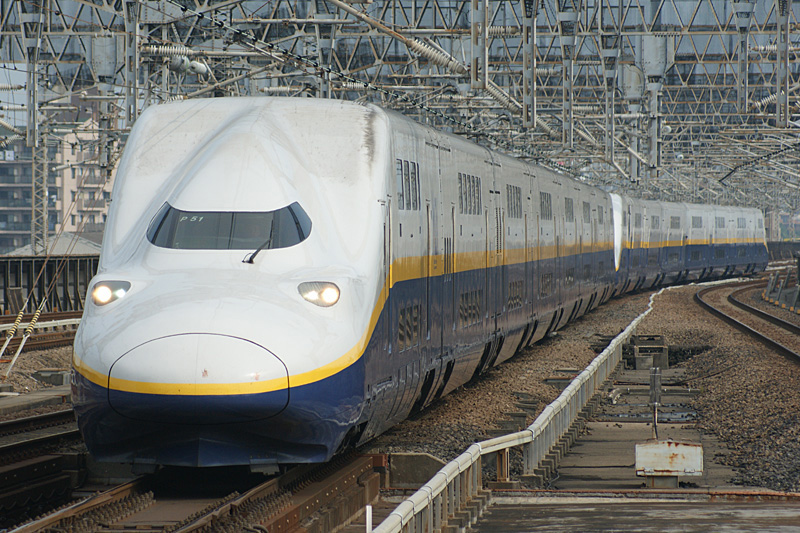
Garnitur P2 im April 2008 in ursprünglicher Lackierung

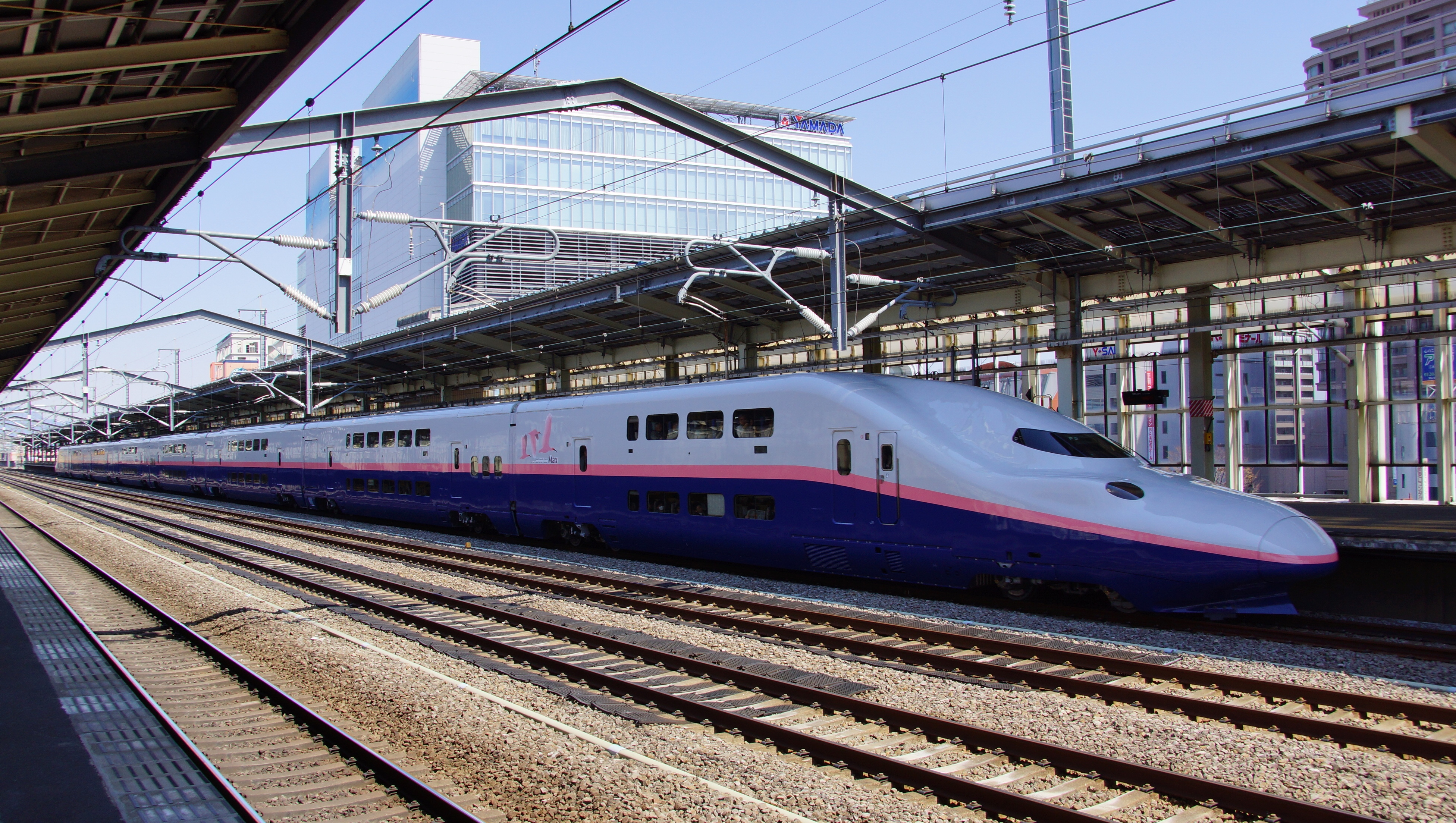
Die erste umlackierte Garnitur P5 im April 2014

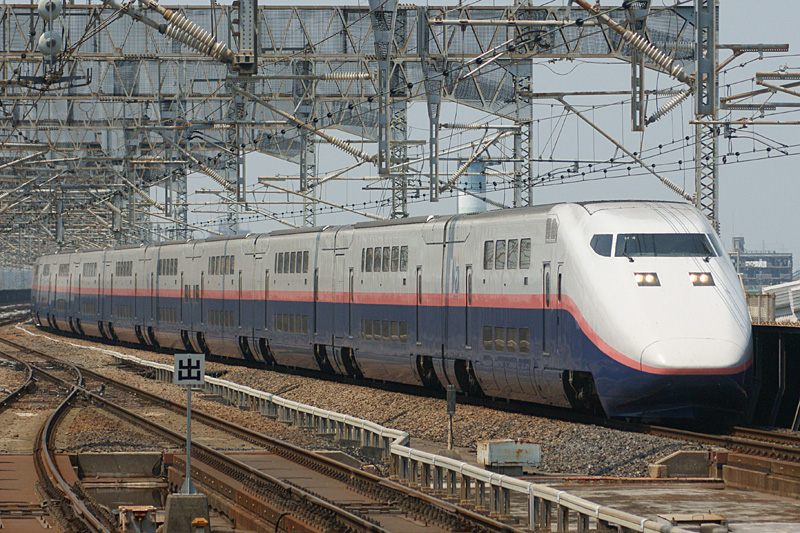
Das Vorbild: Baureihe E1 im Jahr 2008

Trotz der bereits geplanten Ausmusterung der kompletten Baureihe, wurden 24 der 26 produzierten Garnituren ab 2014 umlackiert, um das Aussehen der Baureihe E1 nachzuempfinden, die von der Baureihe E4 auf der Jōetsu-Shinkansen auf den Toki-Verbindungen ersetzt wurden.
Im Rahmen der Veröffentlichung des Fahrplanes für das Fiskaljahr 2021 wurde von JR East bekanntgegeben, dass die Baureihe E4 bis Herbst 2021 komplett ausgemustert werden wird. Der letzte fahrplanmäßige Einsatz der Baureihe E4 war am 1. Oktober 2021, die formale Ausmusterung erfolgte im Verlauf des Oktobers.

## Flotte
Mit Stand Januar 2022 sind alle Garnituren ausgemustert.
| Nummer | Auslieferung       | Hersteller  | Umlackierung       | Ausmusterung       |
| ------ | ------------------ | ----------- | ------------------ | ------------------ |
| P1     | 8. Oktober 1997    | Kawasaki HI | 12. Mai 2015       | 2. April 2016      |
| P2     | 20. Oktober 1997   | Hitachi     |                    | 3. Juli 2013       |
| P3     | 27. Oktober 1997   | Kawasaki HI |                    | 26. Juli 2013      |
| P4     | 19. Februar 1999   | Hitachi     | 10. Februar 2016   | 13. September 2017 |
| P5     | 22. Februar 1999   | Kawasaki HI | 3. April 2014      | 5. Dezember 2017   |
| P6     | 15. März 1999      | Hitachi     | 11. Juni 2014      | 13. Januar 2018    |
| P7     | 14. April 1999     | Hitachi     | 25. März 2015      | 29. Mai 2019       |
| P8     | 31. Mai 1999       | Kawasaki HI | 3. Juli 2015       | 20. Juni 2019      |
| P9     | 21. Juni 1999      | Hitachi     | 20. August 2015    | 12. Juli 2019      |
| P10    | 12. Juli 1999      | Kawasaki HI | 4. Februar 2015    | 7. Mai 2019        |
| P11    | 26. Juli 2000      | Hitachi     | 3. März 2016       | 28. Oktober 2021   |
| P12    | 28. August 2000    | Hitachi     |                    | 17. Oktober 2021   |
| P13    | 11. September 2000 | Kawasaki HI |                    | 17. Oktober 2021   |
| P14    | 13. Oktober 2000   | Hitachi     |                    | 17. Oktober 2021   |
| P15    | 16. Oktober 2000   | Kawasaki HI |                    | 17. Dezember 2019  |
| P16    | 27. November 2000  | Hitachi     | 1. Mai 2014        | 26. August 2020    |
| P17    | 21. März 2001      | Hitachi     | 30. September 2014 | 17. Oktober 2021   |
| P18    | 4. Juni 2001       | Kawasaki HI |                    | 17. Oktober 2021   |
| P19    | 25. Juni 2001      | Kawasaki HI | 20. August 2015    | 17. Oktober 2021   |
| P20    | 16. Juli 2001      | Kawasaki HI | 9. Oktober 2015    | 17. Oktober 2021   |
| P21    | 9. Oktober 2001    | Kawasaki HI | 4. November 2015   | 17. Oktober 2021   |
| P22    | 20. November 2001  | Kawasaki HI | 15. Dezember 2015  | 17. Oktober 2021   |
| P51    | 31. Januar 2001    | Kawasaki HI | 7. Juli 2014       | 17. Oktober 2021   |
| P52    | 20. Februar 2001   | Kawasaki HI | 27. August 2014    | 5. Oktober 2021    |
| P81    | 30. Juli 2003      | Hitachi     | 22. Juli 2015      | 17. Oktober 2021   |
| P82    | 20. November 2003  | Kawasaki HI | 19. Januar 2016    | 17. Oktober 2021   |

## Google Streetview
Google hat das Innere der Baureihe E4 per Google Street View zugänglich gemacht.